# Lucerapex adenica
Lucerapex adenica é uma espécie de gastrópode do gênero Lucerapex, pertencente a família Turridae.